# Apostolska nunciatura na Zelenortskih otokih
Apostolska nunciatura na Zelenortskih otokih je diplomatsko prestavništvo (veleposlaništvo) Svetega sedeža na Zelenortskih otokih.
Trenutni apostolski nuncij je Luis Mariano Montemayor.

## Seznam apostolskih nuncijev
- Luigi Dossena (24. oktober 1978–30. december 1985)
- Pablo Puente Buces (15. marec 1986–31. julij 1989)
- Antonio Maria Vegliò (21. oktober 1989–2. oktober 1997)
- Jean-Paul Aimé Gobel (6. december 1997–31. oktober 2001)
- Giuseppe Pinto (5. februar 2002–2007)
- Luis Mariano Montemayor (19. junij 2008–danes)